# Карлиг (Јаши)
Карлиг (рум. Cârlig) насеље је у Румунији у округу Јаши у општини Поприкани. Oпштина се налази на надморској висини од 57 m.

## Становништво
Према подацима из 2002. године у насељу је живело 618 становника, од којих су сви румунске националности.